# Gamer (Film)
Gamer ist ein Science-Fiction-Actionthriller von Mark Neveldine und Brian Taylor aus dem Jahr 2009.

## Handlung
In einer nicht sehr weit entfernten zukünftigen Welt hat der exzentrische Milliardär Ken Castle das Online-Spiel Slayers erfunden, in dem zum Tode verurteilte Sträflinge zu realen Spielfiguren werden. In diesem weltweit beliebten Spiel treten sie – durch Spieler, per in das Gehirn implantierte Steuerungszellen, fremdgesteuert – als moderne Gladiatoren in riesigen Wettkampfzonen gegeneinander an. Dabei handeln sie gegen ihren Willen und oft auch ohne eigene Kontrolle über ihren Körper.
Sträfling Kable ist der große Held des Spiels. Als unangefochtene Nummer eins verfolgen Millionen von Zuschauern auf der ganzen Welt seine Schlachten. Er wird vom Teenager Simon kontrolliert und hat das tödliche Spiel bisher am längsten überlebt. Somit könnte er der erste sein, dem es gelingt, nach 30 überlebten Kämpfen begnadigt zu werden und endlich seine Frau und Tochter wiederzusehen. Was er nicht weiß: seine Frau hat mittlerweile das Sorgerecht für die Tochter verloren und ist selbst Spielfigur in Society, einem weiteren Online-Spiel, welches mit derselben Technik wie Slayers funktioniert, in dem die Spieler ihre Perversionen ausleben.
Ken Castle hingegen kann es sich nicht erlauben, dass Kable das Spiel gewinnt und begnadigt wird, da Kable über Erinnerungen an illegale Experimente im Zusammenhang mit der Entwicklung der Steuerungszellen verfügt. Aus diesem Grund setzt er einen kampferprobten Söldner auf Kable an, der im Gegensatz zu diesem nicht fremdgesteuert wird und dadurch schneller reagieren kann.
Es scheint einen Ausweg zu geben, als die Untergrundbewegung Humanz versucht, das perfide Spiel endgültig zu zerstören. Immer wieder legen sie Server lahm, hacken sich in Spiele ein und stören Castles Auftritt in einer TV-Show. Vor allem aber nehmen die Untergrundkämpfer nicht nur Kontakt zu Simon, sondern auch zu Kable selbst auf, da sie an dessen Erinnerungen über die Experimente interessiert sind. Doch selbst als sich mit Hilfe der Humanz ein Ausweg aus der Spiele-Hölle aufzutun scheint, ist Kables Albtraum noch nicht vorbei. Es stellt sich heraus, dass Ken Castle Gehirnzellen besitzt, mit denen er alle beliebigen Spielfiguren von Slayers oder Society in seiner Reichweite steuern kann, was er auf die ganze Welt ausweiten möchte.
Er zwingt Kable unter seine Kontrolle und möchte ihn endgültig „beseitigen“, jedoch schafft es Simon mit Hilfe von Humanz, sich in Kens System zu hacken und die Kontrolle über Kable zu übernehmen. Spieler und „Spielfigur“ zusammen gelingt es nun, das machtlüsterne Spiel Ken Castles mit dessen Tod zu beenden.

## Produktion und Veröffentlichung
Der Film war eine der ersten Produktionen, in denen fast ausschließlich Digitalkameras vom Typ RED ONE verwendet wurden.
Der deutsche Kinostart wurde vom 17. September 2009 auf den 7. Januar 2010 verschoben. Der Film wurde in Deutschland in zwei Versionen veröffentlicht: Mit einer FSK-Freigabe ab 18 Jahren, welche um fast 21 Sekunden gekürzt wurde. Diese Version wurde im Kino aufgeführt und auf DVD veröffentlicht. Die zweite Version wurde um weitere 8 Minuten und 33 Sekunden gekürzt und mit einer FSK-Freigabe ab 16 ausschließlich auf DVD veröffentlicht. Später wurde bei der FSK eine ungeschnittene Fassung zur Prüfung vorgelegt, welche ebenfalls die Einstufung FSK ab 18 erhielt und als „Extended Version“ auf Blu-ray erschienen ist. Jedoch ist auch diese Fassung nicht gänzlich unzensiert. Bei mehreren Genickbrüchen wurde die deutsche Tonspur gegenüber dem Originalton deutlich abgemildert.
Der Film startete am 7. Januar 2010 in den deutschen Kinos.

## Synchronisation
Die deutschsprachige Synchronisation wurde bei Neue Tonfilm in München produziert. Drehbuch und Regie kam von Dominik Auer.
| Rolle                 | Darsteller               | Sprecher             |
| --------------------- | ------------------------ | -------------------- |
| Kable                 | Gerard Butler            | Tobias Kluckert      |
| Gina Parker Smith     | Kyra Sedgwick            | Madeleine Stolze     |
| Ken Castle            | Michael C. Hall          | Michael Lott         |
| Humanz Bruder         | Chris ‘Ludacris’ Bridges | Jan Odle             |
| Freek                 | John Leguizamo           | Michael Schernthaner |
| Angie                 | Amber Valletta           | Solveig Duda         |
| 2Katchapredator       | Ashley Rickards          | Annina Braunmiller   |
| Agent Keith           | Keith David              | Holger Schwiers      |
| Angies Gamer          | Ramsey Moore             | Kai Taschner         |
| Bob                   | John de Lancie           | Frank Engelhardt     |
| Caseworker            | Sam Witwer               | Philipp Brammer      |
| Hackman               | Terry Crews              | Torsten Münchow      |
| Humanz Dude           | Aaron Yoo                | Benedikt Gutjan      |
| Nachrichtensprecher   | James Roday              | Claus-Peter Damitz   |
| Nachrichtensprecherin | Maggie Lawson            | Tatjana Pokorny      |
| Producer              | Michael Weston           | Pascal Breuer        |
| Rick Rape             | Milo Ventimiglia         | Julian Manuel        |
| Ron                   | Med Abrous               | Dominik Auer         |
| Sandra                | Zoe Bell                 | Melanie Manstein     |
| Scotch                | Johnny Whitworth         | Stefan Günther       |
| Simon Silverton       | Logan Lerman             | Patrick Roche        |
| Sissypuss Shelley     | Ariana Scott             | Jacqueline Belle     |
| Trace                 | Alison Lohman            | Angela Wiederhut     |

## Kritiken
Der Film erhielt überwiegend negative Kritiken und erreichte bei Rotten Tomatoes eine Bewertung von 29 %, basierend auf 76 Kritiken. Bei Metacritic konnte ein Metascore von 27, basierend auf 13 Kritiken, erzielt werden.

„Keine Frage, in Sachen Ästhetik und Action hält der Film genau das, was der Trailer verspricht. Doch während Taylor und Neveldine in den ‚Crank‘-Filmen ihre dünnen Storys durch genial-wirre Einfälle ad absurdum führten, würzen Sie ihr Bleigewitter hier mit Gesellschaftskritik für Dummies. […] Immerhin ist auf Gerard Butler Verlass: Dem smarten Muskelpaket sprudelt das Testosteron aus allen Poren. Mit diesem Helden gewinnt man jedes Daddelevent. Fazit: Brachiales Bleigewitter, das fulminante Hardcoreaction unbeholfen mit Gesellschaftskritik und Slapstick zu koppeln versucht.“

„Aufwändig inszenierter Actionfilm, der seine vorgeblich kritische Auseinandersetzung mit gewaltverherrlichenden Computerspielen durch ausschweifend-sadistische Exzesse konterkariert. Die brutalen, hektisch inszenierten Gewalteinlagen werden dabei regelrecht zelebriert.“

„‚Gamer‘ strotzt vor kleinen inszenatorischen Einfällen, doch der Erzählbogen bleibt zwischen den orgiastischen Schnittfolgen schnell auf der Strecke.“